# Montgelasstraße
Die Montgelasstraße ist eine Innerorts- und Ein- und Ausfallstraße in München. Sie führt vom „unteren“ Bogenhausen auf die Höhe am östlichen Isarhochufer und verbindet das nördliche Lehel mit Bogenhausen.

## Verlauf
Die Straße beginnt an der 1901 an der Stelle einer älteren, durch Hochwasser zerstörten Brücke errichteten Max-Joseph-Brücke, die von Theodor Fischer gestaltet wurde und über die Isar führt (auch Bogenhausener Brücke und volkstümlich Tivolibrücke). Von ihr zweigt die Mauerkircherstraße nach Norden in den Herzogpark ab. Die Montgelasstraße führt nördlich an Neuberghausen mit dem ehemaligen Bad Brunnthal vorbei. Weiter steigt sie das östliche Isarhochufer hoch, passiert den Abzweig der Möhlstraße, verläuft dabei unterhalb des Bundesfinanzhofs (ehemaliges Gelände von Schloss Stepperg (München), dem Montgelasschlössl), mit seiner in den Park zur Montgelasstraße gestellten Bibliothek, und mündet schließlich in den Herkomerplatz, wo die Ismaninger Straße und die Oberföhringer Straße einmünden und die Bülowstraße die Fortsetzung zum Effnerplatz bildet. Durch die Straße verläuft die Straßenbahnlinie 16, die am Herkomerplatz auf die Linie 17 trifft.

## Bezeichnung
Die Straße trägt seit 1897 ihre Bezeichnung nach Maximilian Joseph de Garnerin, Graf von Montgelas, dem Schöpfer des modernen Bayern zu Anfang des 19. Jahrhunderts, der nahebei ein Schlösschen besaß.

## Baudenkmäler in der Montgelasstraße
- Siehe: Liste der Baudenkmäler in Bogenhausen